# Емо
Емо (от „емоционален“, на английски: Emocore, Emotive/Emotional Hardcore), също имо или имоу (по-близко до оригиналното произношение), е стил в музиката, част от хардкор сцената.
Характеризира се с мелодично музициране и експресивни, често изповеднически текстове. Произлиза от хардкор пънка от средата на 80-те във Вашингтон, където е известен като „емоционален хардкор“ или „емокор“. Едни от първите емо банди са „Райтс ъф Спринг“ и „Ембрейс“. Стилът е подет от съвременни американски пънк групи и същевременно у него настъпват промени в звученето и смисъла, които водят до смесването му с поп пънка и инди рока. Основни представители в началото на 90-те години са „Джобрейкър“ и „Съни Дей Риъл Естейт“. До средата на 90-те години се появяват множество емо изпълнители от Югозападните и Централните САЩ, както и няколко независими звукозаписни компании, специализиращи се в жанра.
Емото става част от мейнстрийм културата в началото на 21 век с платинените продажби на албуми на „Джими Ийт Уърлд“ и „Дашборд Конфешънъл“ и възникването на поджанра скриймо. През последните години терминът се използва от критици и журналисти по повод изпълнители, които понякога имат силно разграничаващ се музикален стил и звучене. Има и човек пъзел на име Емо.

## История на стила

### Начало. Първа вълна
Емо (съкратено от „emocore", от своя страна съкратено от „emotive hardcore“, използвано обикновено като „emo“) е термин, който описва почти всяка форма на хардкор, която изразява емоции извън рамките на традиционния пънк, показващ ограничена палитра от емоции, свързани с отчуждението и яростта. Използван е също така, за да опише феновете на този жанр, повечето тийнейджъри (Emo Kid). Въпреки термина, емото произлиза от хардкор-пънк сцената в Съединените щати някъде в средата на 80-те от хардкор пънка като реакция срещу нарастващата агресия и ограничения в него. Корените на стила могат да бъдат открити в две групи от пост-пънк ерата.
През 1983 г. албумът VS на Мишън ъф Бърма (Mission Of Burma) постига много по отношение на разширяването границите на пънка. Той фиксира първичната емоционалност и съдържа прото-емо класиката Thats When I Reach For My Revolver. През 1984 г. Хъскър Ду (Husker Du) издава Zen Arcade, доказвайки с голяма прецизност какво е всъщност emo: комплекс от сурово китарно звучене с емоционални вокали и завладяващи съзнанието текстове. Понятието емокор (emocore) навлиза в употреба през 1985 г. и е използвано, за да характеризира групи от хардкор-сцената на Вашингтон, които за ужас на хардкор-феновете започват да пресъздават много нетипични за пънка емоции в своята музика, включително тъга, надежда, състрадание и дори любов.
Първите открояващи се представители на новия жанр са Ембрейс (Embrace) и Райтс ъф Спринг (Rites of Spring), които се насочват към по-лична и експериментална музика. Като характеристика на новия стил се проявяват и особените текстове. Групите също така изразявали много емоция на сцената, откъдето идва и името на стила – емоционален хардкор.
Стилът привлича групи като Мос Айкън (Moss Icon), Полиси ъф Три (Policy Of Three), Нейвио Фордж (Navio Forge) и Индиън Самър (Indian Summer), които биват наречени просто „емо“ – стил, който увеличава драматичните аспекти на вокалните изпълнения с идеята за реализиране на голям пробив в аудиенцията. Доказателство за успеха им е, че след края на всяко представление на емо-групи остават плачещи или крещящи фенове. Много ефективно, като отворен екран за емоции, това от своя страна предизвиква хардкор-феновете да се чувстват некомфортно и често има търкания между двата лагера.

### Развитие. Втора вълна
Втората вълна представлява продължение на експерименталността. В нея жанрът се разделя неофициално от феновете на емо музиката на две – на хардкор емо, повлияно изключително от първата вълна, и на инди емо, повлияно от иновациите в инди и алтърнатив сцената. По-късно второто добива по-голяма популярност и спомага за развитието на съвременното емо звучене. С голямата масовост на алтернативната музика в началото на 90-те, новият вторично-произлязъл стил, наречен „hardcore emo“, преживява огромни успехи с гладките, емоционални вокали. Известните хардкор емо групи са Хироин (Heroin), Ейнджъл Хеър (Angel Hair), Ентайок Ароу (Antioch Arrow), Суинг Кидс (Swing Kids) и Моухайндър (Mohinder). Много от тези хардкор емо групи, като Ентаок Ароу, правят фурор на сцената на Западното крайбрежие на Щатите. След упадъка на повечето значими групи в движението, фокусът пренасочва емо на запад.
Като продължение на стила хардкор емо се появява жанрът Screamo – по-агресивен и изпълнен с пищящи вокали. Стилът изпъква и в Европа.
Около 1994 се появили Фугаци (Fugazi), които свирят агресивно пост-пънк/пост-хардкор инди рок, на което всички бързо лепват определението „емо“ заради близостта в звученето и защото те са повлияни от първата вълна емо. Фугаци са доста популярни сред ъндърграунд културата и повлияват доста нови групи. По-късно през 90-те групи като Съни Дей Риъл Естейт (Sunny Day Real Estate) и Минеръл (Mineral) се открояват като по-модернистични форми на емо, които смесват ранното emocore от сорта на Райтс ъф Спринг с post-hardcore/инди иновациите на Фугаци. Първата група, постигнала търговски успех, е Уийзър (Weezer), които са голяма сензация по MTV през 1994 г. с дебютното си CD.

### Трета вълна
В края на 90-те години емо музиката започва отново да се променя. Групите, свирещи инди емо, започват да изменят и експериментират със своя стил, като част от тях преминават към мейнстрийм звученето, изгубвайки почти изцяло емо звученето си. Това дава почва за по-късното определяне на много алтърнътив и дори поп-рок групи като емо. А друга част продължава да развива стила в инди/алтърнътив насоченост. С бавното преминаване на инди емото към мейнстрийма, повечето от старата сцена обръща гръб на жанра и се пренасочва към други жанрове, или просто се преименували на пост-хардкор. До края на 90-те групата Джими Ийт Уърлд пускат албум, приет от мейнстрийма; тъй като преди това са асоциирани с жанра емо, хората прикачили „емо“ към новото звучене на групата.
До това време малко емо групи в традиционния смисъл все още съществували.
Тъй като Джими Ийт Уърлд добиват широка популярност, други групи с подобно звучене или случайни прилики с емо музиката започват да стават нарицателни за нея сред широката публика. Днес терминът „емо“ е доста по-неясен. Нови групи често са обявявани за емо заради външния им вид, или просто защото изпълвали с депресия или силна емоция музиката си. С успеха на групи като Гет Ъп Кидс (The Get Up Kids), Джими Ийт Уърлд (Jimmy Eat World) и Промис Ринг (The Promise Ring), музикалната индустрия си присъединява терминът „емо“ като маркетингов трик. Следователно емо-лейбълите предлагат много различаващи се поп-китарни групи като Търсдей (Thursday), Тейкин Бак Съндей (Taking Back Sunday), Дашборд Конфешънъл (Dashboard Confessional) и Ню Амстърдамс (New Amsterdams) и много предимно мелодични, тихи групи с акустично звучене като Брайт Айс (Bright Eyes). По време на третата вълна се появяват и групи, чиято музика е повлияна основно от старото емо звучене, но възприемат повече мотиви от алтърнътив (модерния) рок и инди музиката, без обаче да навлизат в мейнстрийм сцената. Или иначе казано, продължават започнатото още с инди емото изместване на стила от неговите корени, но продължават в духа на емо музиката от 90-те години.
Такива групи биват наричани най-често „пост-хардкор“ от феновете на първите инкарнации на стила. Трябва да се отбележи, че въпреки появата на мейнстрийм „емо“ стила и отдалечения от старото звучене емо/пост-хардкор, много съвременни групи имат звучене, близко до това на оригиналното емо. Характерни представители мейнстрийм емо/пост-хардкор стила са Alesana, From first to last, Blessthefall и други.

## Емо групи
Първи емо групи: Rites Of Spring, Embrace, Indian Summer

Други емо групи: The Used, Taking Back Sunday, Brand New, Pg. 99, The Red Jumpsuit Apparatus, Lostprophets.